# Ёкостровское кинтище
Ёкостровское ки́нтище — природно-исторический региональный государственный памятник природы на территории городского округа Апатиты Мурманской области. Находится на месте Ёкостровского погоста, упоминаемого в преданиях саамов. Представляет культурно-историческую и научную ценность.

## Расположение
Ёкостровское кинтище расположено в южной части Кольского полуострова в 20 километрах к западу от города Апатиты на юго-западном берегу озера Кислое, соединённого короткой 300-метровой протокой с центральной частью озера Имандра. Ограничено западным берегом губы Железной, восточным берегом озера Воче-Ламбина и южным берегом озера Кислое.
Попасть на территорию памятника можно, добравшись из Апатитов по шоссейной дороге, соединяющей город с трассой Р21 «Кола», бывшая М-18 (Мурманск — Санкт-Петербург), до базы отдыха, расположенной у северного окончания озера Кислое, и оттуда зимником до самого памятника природы.

## История
Приблизительно в начале XIX века на этом месте находился старый Ёкостровский погост, упоминание о котором встречается в ряде саамских преданий, например, в «Богатырь из Воче-ламбины». В зашейке озера Кислое, немного западнее самого кинтища, лежит ряд остроконечных сопок, называемых саамами Ланнь-ланныч. По преданию, эти холмы являются могилами шведских воинов, павших в бою с легендарным саамским богатырём, сражавшимся за свободу своей родины.

## Описание
Ёкостровское кинтище примечательно тем, что несмотря на более чем двухвековое отсутствие здесь людей, на том месте, где раньше находились вежи, не выросло ни одного дерева, настолько плотен слой дернины, поляна покрыта лишь короткой жёсткой травой с редкими вкраплениями чемерицы (Veratrum) и гроздовника полулунного (Botrychium lunaria).

## Современное состояние
Статус охраняемой территории Ёкостровскому кинтищу присвоен 24 декабря 1980 года решением исполнительного комитета Мурманского областного совета народных депутатов номер 547. Ответственные за контроль и охрану памятника природы — Комитет природопользования и экологии Мурманской области и Дирекция ООПТ регионального значения Мурманской области. Площадь памятника — 105 гектар.
На охраняемых землях запрещена рубка леса, любая производственная деятельность, туризм, а также любые действия, ведущие к загрязнению памятника природы.